# Ursula Blank-Sangmeister
Ursula Blank-Sangmeister (geb. Blank; * 1948) ist eine deutsche Gymnasiallehrerin i. R. für Latein und Französisch, Autorin und Übersetzerin.
Blank-Sangmeister studierte Latein und Romanistik in Marburg, Konstanz, Berkeley sowie Regensburg, promovierte dort im Wintersemester 1974/75 in Latein bei Klaus Thraede und wurde wissenschaftliche Mitarbeiterin am Lehrstuhl für Lateinische Philologie. 1976 wurde sie in Kassel Studienrätin, arbeitete dann in Hamburg und wieder Kassel als Lehrerin. Seit 1991 übersetzte sie literarische Werke aus dem Lateinischen und Sachbücher aus dem Französischen und Englischen. Sie hat ebenso Lateinlehrbücher (Lumina, Litora, Intra, Lumina Nova) mit erarbeitet und in der Reihe clara – Kurze lateinische Texte viele Ausgaben herausgegeben, die im Sinne moderner Lateindidaktik zügig auf Kernstellen der Autoren führen.

## Schriften (Auswahl)
- Die Ankündigung direkter Rede im „nationalen“ Epos der Römer. (= Beiträge zur klassischen Philologie. H. 86). Dissertation, 1975. Hain, 1978, ISBN 3-445-01502-3.
- Hrsg.: Einstieg in die römische Philosophie. Kurze lateinische Texte. Vandenhoeck & Ruprecht, Göttingen 2000, ISBN 3-525-71701-6.
- Hrsg.: Römische Frauen. Reclam, Stuttgart 2001, ISBN 3-15-018128-3.
- Hrsg.: Römische Mädchen und Frauen. Kurze lateinische Texte. Vandenhoeck & Ruprecht, Göttingen 2002, ISBN 3-525-71708-3.
- Hrsg.: Philosophie. Kurze lateinische Texte, Vandenhoeck & Ruprecht, Göttingen 2003, ISBN 3-525-71709-1.
- Hrsg.: Gaius Iulius Caesar – ein Lebensbild. Kurze lateinische Texte. Vandenhoeck & Ruprecht, Göttingen 2006, ISBN 3-525-71716-4.
- Hrsg.: Römische Rhetorik. Kurze lateinische Texte. Vandenhoeck & Ruprecht, Göttingen 2006, ISBN 3-525-71718-0.
- Hrsg.: Vergil, Aeneas und Dido. Kurze lateinische Texte. Vandenhoeck & Ruprecht, Göttingen 2007, ISBN 978-3-525-71721-9.
- Hrsg.: Cicero, Pro Sestio. Kurze lateinische Texte. Vandenhoeck & Ruprecht, Göttingen 2012, ISBN 978-3-525-71735-6.
- Hrsg.: Seneca. Der Weise ist sich selbst genug: Gedanken für alle Lebenslagen. Reclam, Stuttgart 2014, ISBN 978-3-15-010975-5.

## Übersetzungen
(Aus dem Lateinischen)
- Valerius Maximus, Facta et dicta memorabilia. Reclam, 1991, ISBN 3-15-008695-7.
- Cicero, Epistulae ad Quintum fratrem. Reclam, 1993, ISBN 3-15-007095-3.
- Cicero, De natura deorum. Nachwort von Klaus Thraede. Reclam, 1995, ISBN 3-15-006881-9.
- Livius, Ab urbe condita. (Bücher: 21–30), Reclam, 2003–2017, ISBN 978-3-15-018011-2; ISBN 978-3-15-018012-9; ISBN 978-3-15-018013-6; ISBN 978-3-15-018014-3; ISBN 978-3-15-018015-0; ISBN 978-3-15-018016-7; ISBN 978-3-15-018017-4; ISBN 978-3-15-018018-1; ISBN 978-3-15-018019-8; ISBN 978-3-15-018020-4.
- Petrarca, De remediis utriusque fortune. Heilmittel gegen Glück und Unglück. 2 Bde., Hiersemann, 2021, ISBN 978-3-7772-2102-1.
- Sueton, Kaiserbiographien. Reclam, 2018, ISBN 978-3-15-019284-9.
- Tacitus, De Germania. Reclam, 2023, ISBN 978-3-15-014305-6.

(Aus dem Englischen)
- Michael Wood: Auf den Spuren Alexanders des Großen. Eine Reise von Griechenland nach Asien. Reclam, 2002, ISBN 3-15-010493-9
- Michael Wood: Auf den Spuren der Konquistadoren. Reclam 2003, ISBN 3-15-010515-3.
- Judith Swaddling: Die Olympischen Spiele der Antike. Reclam, 2004, ISBN 3-15-018293-X.
- Peter Connolly: Colosseum: Arena der Gladiatoren. Reclam, 2005, ISBN 3-15-010551-X.
- Nigel Spivey: Wie Kunst die Welt erschuf. Reclam, 2006; ISBN 3-15-010592-7.
- Simon Baker: Rom. Aufstieg und Untergang einer Weltmacht. Reclam, 2007, ISBN 978-3-15-010623-5.
- Mary Beard: Der Parthenon. Reclam, 2009, ISBN 978-3-15-018593-3.
- Miteinander Reden. Ein Gott, drei Religionen im Alltag junger Menschen. Vandenhoeck & Ruprecht, 2009, ISBN 978-3-525-79023-6.
- Keith Hopkins / Mary Beard: Das Kolosseum. Reclam, 2010, ISBN 978-3-15-018611-4.
- Mary Beard: Pompeji. Das Leben in einer römischen Stadt. Reclam 2011, ISBN 978-3-15-010755-3.
- Andrew Clapham: Menschenrechte: Eine kurze Einführung. Reclam, 2013, ISBN 978-3-15-018982-5.
- Malcolm Gaskill: Hexen und Hexenverfolgung. Eine kurze Kulturgeschichte. Reclam, 2013, ISBN 978-3-15-010850-5.
- Colin Jones: Die Revolution des Lächelns. Ein Lebensgefühl im 18. Jahrhundert. Reclam 2017, ISBN 978-3-15-011059-1.
- Paul Slack: Die Pest. Reclam, 2015, ISBN 978-3-15-019218-4.
- Seth Schwartz: Das Judentum in der Antike. Von Alexander dem Großen bis Mohammed. Reclam, 2016, ISBN 978-3-15-011010-2.
- Mary Beard: Kleopatras Nase. Neue Begegnungen mit der Alten Geschichte. S. Fischer, 2017, ISBN 978-3-10-397217-7.
- Mary Beard: Frauen und Macht. Ein Manifest. Fischer, 2018, ISBN 978-3-10-397399-0.
- Jonathan Bach: Die Spuren der DDR: Von Ostprodukten bis zu den Resten der Berliner Mauer. Reclam, 2019, ISBN 978-3-15-011152-9.
- Ingrid von Oelhafen: Hitlers vergessene Kinder. Auf der Suche nach meiner Lebensborn-Vergangenheit. Reclam, 2020, ISBN 978-3-15-011255-7.
- Jane Ridley: Queen Victoria. Die Frau, die ein Jahrhundert prägte. Reclam, 2019, ISBN 978-3-15-011192-5.
- Neil Price: Die wahre Geschichte der Wikinger. S. Fischer, 2022, ISBN 978-3-10-397255-9.
- Roderick Beaton: Die Griechen: Eine Globalgeschichte. Reclam, 2023, ISBN 978-3-15-011007-2.
- Mary Beard:  Die Kaiser von Rom. Herrscher über Volk und Reich. S. Fischer, 2024, ISBN 978-3-10-397546-8.
- Cat Jarman:  Flusskönige. Die Wikinger auf der Seidenstraße. Propyläen, 2024, ISBN 978-3-549-10078-3.

(Aus dem Französischen)
- Jacques André: Essen und Trinken im alten Rom. Reclam, 1998, ISBN 978-3-15-010438-5.
- Jean-Claude Schmitt: Die Bekehrung Hermanns des Juden: Autobiographie, Geschichte und Fiktion. Reclam, 2006, ISBN 3-15-010562-5.
- Paul Veyne: Die griechisch-römische Religion. Kult, Frömmigkeit und Moral. Reclam, 2008, ISBN 978-3-15-020393-4.
- Paul Veyne: Die Kunst der Spätantike: Geschichte eines Stilwandels. Reclam, 2009, ISBN 978-3-15-010664-8.
- Paul Veyne: Foucault: Der Philosoph als Samurai. Reclam, 2009, ISBN 978-3-15-010684-6.
- Michel Roquebert: Die Geschichte der Katharer. Häresie, Kreuzzug und Inquisition im Languedoc. Reclam, 2012, ISBN 978-3-15-010765-2.